# السيدة شيرين
السيدة شيرين (تُوفيت عام 1028)، كانت أميرة باوندية، وكانت زوجة الأمير البويهي فخر الدولة (حكم. 976–980 ثم 984–997)، والحاكمة الفعلية في عهد ابنيها: مجد الدولة وشمس الدولة.
كانت وصية على معظم ولاية جبال في عهد ابنها مجد الدولة (حكم. 997–1029)، وشغلت منصب الحاكم الفعلي أيضًا بعد انتهاء وصايتها الرسمية في عهد ابنها. اشتهرت بتأمين ولاية أصفهان لابن عمها الأول علاء الدولة محمد، مما أنشأ الدولة الكاكوية.

## الخلفية
السيدة شيرين هي ابنة رستم الباوندي الثاني [الإنجليزية] (حكم. 964–979)، وهو حاكم باوندي في طبرستان، وهي منطقة في شمال إيران. تعود أصول العائلة الباوندية إلى باون، الذي يُزعم أنه حفيد الأمير الساساني كاووس، ابن ملك الملوك (شاهنشاه) قباذ الأول (حكم. 488–496، 498/9–531). إن السيدة شيرين كانت متزوجة من الأمير البويهي (الحاكم) فخر الدولة (حكم. 976–980، 984–997)، الذي حكم ولاية الجبال، وطبرستان وجرجان. وكان لها ولدان هما مجد الدولة وشمس الدولة.

## الوصاية على العرش

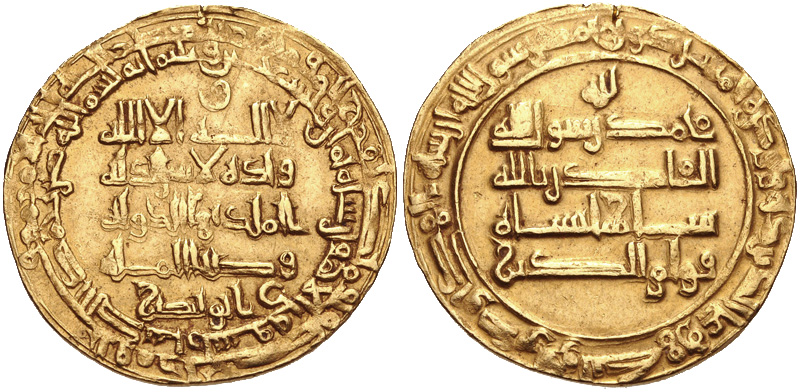
عملة مجد الدولة (حكم. 997–1029)

بعد وفاة فخر الدولة بمرض في المعدة عام 997، قُسمَت مملكته في الجبال بين مجد الدولة، الذي حصل على العاصمة (الري) ومحيطها، والابن الأصغر شمس الدولة، الذي حصل على مدينتي همدان وقرمسين (كرمنشاه) حتى حدود بلاد الرافدين. نصبتهما السيدة شيرين حاكمين مشاركين، وأصبحت الوصية على المملكة بسبب صغر سنهما. وبغض النظر عن ذلك، كان شمس الدولة تابعًا لمجد الدولة. في هذه الفترة، تولى الحاكم الزياري قابوس (حكم. 977–981، 997–1012) غزو طبرستان وجرجان، والتي كان يحكمها سابقًا قبل أن يهزمه البويهيون. وبعد فشل مجد الدولة في صد قابوس، حكم الأخير طبرستان وجرجان دون أي اضطرابات تذكر. كما خسر مجد الدولة عدة بلدات غربية (بما في ذلك زنجان) لصالح السلاريين في أذربيجان التاريخية. هبَّ الزعيم الحسنوي بدر بن حسنويه (حكم. 970 - 1013 م)، الذي حكم حول قرميسين كتابع للبويهيين، إلى الري لمساعدة مجد الدولة في إدارة الشؤون المحلية، لكن مساعدته قُوبلت بالرفض. ونتيجة لذلك، استمر بدر في الانفصال تدريجيًّا عن شؤون الري. بحلول عام 1003 على الأقل، نجحت السيدة شيرين في تأمين ولاية أصفهان لابن عمها علاء الدولة محمد، مما أنشأ بداية الدولة الكاكوية.

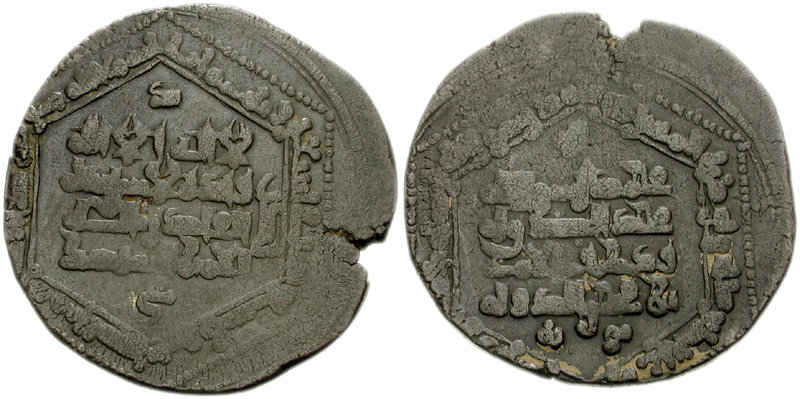
عملة شمس الدولة (حكم. 997–1021)

كانت السيدة شيرين تُسيطر على كل مجريات الحكم، وفي عام 1008، حاول مجد الدولة، بمساعدة وزيره أبي علي بن علي، أن يخلع والدته من العرش. فهربَت السيدة شيرين إلى بدر بن حسنويه، وحاصرت مدينة الري مع شمس الدولة. وبعد عدة معارك استولَت على المدينة وأسرَت مجد الدولة. سجنته أمه في حصن تبارك، بينما تولى شمس الدولة السلطة في الري. وبعد عام (1009م) بدأَت سيطرتها على الحكم يُزعج شمس الدولة، فاختلفا، فأطلقت سراح مجد الدولة وأعادته إلى الري، بينما عاد شمس الدولة إلى همدان. وظلَّت السلطة بيد السيدة شيرين.
في عام 1014، اضطر مجد الدولة والسيدة شيرين إلى الفرار إلى جبل دماوند بعد هجوم شمس الدولة على الري. إلا أن تمردًا بين قوات شمس الدولة أجبر الأخير على العودة إلى همدان، بينما عاد مجد الدولة والسيدة شيرين إلى الري. وفي العام نفسه، ذهب العالم الموسوعي ابن سينا (توفي عام 1037) إلى الري، حيث دخل في خدمة مجد الدولة والسيدة شيرين. هناك عمل طبيبًا في المحكمة، وكان يُعالج مجد الدولة الذي كان يعاني من مرض الاكتئاب. يقال إن ابن سينا عمل لاحقًا "مديرًا لأعمال" السيدة شيرين في قزوين وهمدان، على الرغم من أن التفاصيل المتعلقة بهذه الفترة غير واضحة. انضم ابن سينا لاحقًا إلى شمس الدولة، ربما بسبب عمل خصمه أبو القاسم الكرماني أيضًا تحت قيادة السيدة شيرين.
في عام 1016، رفض مجد الدولة والسيدة شيرين طلب الضابط العسكري الديلمي ابن فولاد ليصبح واليًا على قزوين. وعلى إثر ذلك بدأ ابن فولاذ بمهاجمة مشارف الري. وبمساعدة الأمير الباوندي أبو جعفر محمد [الإنجليزية] (توفي سنة 1028)، نجح مجد الدولة في صد ابن فولاذ عن الري، الذي فر إلى الحاكم الزياري منوشهر (حكم 1012–1031 م). هناك تمكن ابن فولاذ من الحصول على مساعدة منوشهر مقابل ولائه. وبعد أن عززه منوشهر بألفي جندي، حاصر ابن فولاذ مدينة الري، مما اضطر مجد الدولة إلى تعيينه حاكمًا على أصفهان. وبعد هذا الحدث، اختفت سجلات ابن فولاذ، مما يشير إلى أنه لم يتمكن من إزاحة حاكم أصفهان آنذاك، علاء الدولة محمد.
عندما توفيت السيدة شيرين عام 1028، ظهرت عواقب العزلة السياسية لمجد الدولة. وسرعان ما واجه ثورة من جانب جنوده الديلميين، فطلب المساعدة من الحاكم الغزنوي محمود (حكم. 998–1030). وفقًا للمؤرخ كليفورد إدموند بوسورث، كان هذا قرارًا أحمقًا: "كان محمود حريصًا على توسيع سلطته إلى الغرب، لكنه امتنع عن مهاجمة الري بسبب الوجود الحازم للسيدة شيرين". وأضاف: "استخدم محمود المشاعر الدينية لأغراضه السياسة، حيث استخدم معتقدات البويهيين الشيعية كذريعة لغزو أراضيهم وشنَّ حملة دعائية للسكان والقادة السنة ليخونوا مجد الدولة الشيعي"، جاء محمود إلى الري في عام 1029، وخلع مجد الدولة من منصبه كحاكم، ونهب المدينة ودمرها، مما أدى إلى نهاية حكم البويهيين هناك.